# 平洋站
平洋站，位于中华人民共和国黑龙江省齐齐哈尔市泰来县平洋镇，是平齐铁路上的火车站，建于1926年。

## 歷史
- 建于1926年。

## 車站周邊
- 平洋客运分站
- 平洋市场
- 中国石油平洋加油站
- 泰来县税务局平洋税务分局
- 平洋镇劳动保障事务所
- 平洋镇政府

## 外部連結
- 中国铁路客户服务中心 （页面存档备份，存于）